# Chown

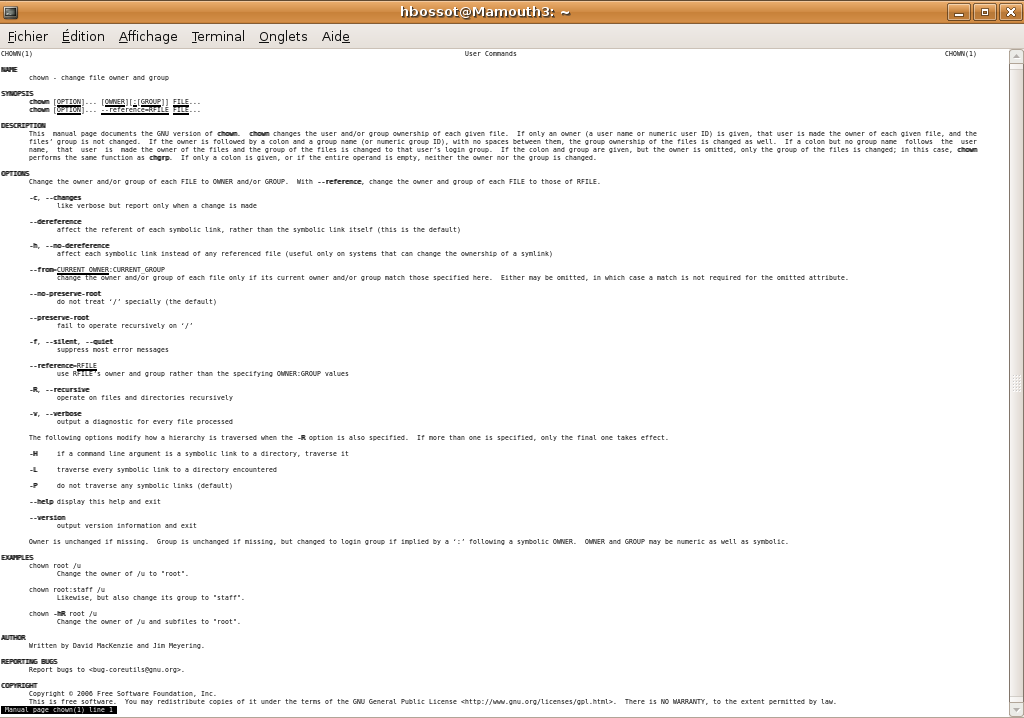
Capture d'écran de la page de manuel en anglais de la commande chown

chown est un appel système et une commande Unix (norme POSIX) nécessitant les droits de l'utilisateur root pour changer le propriétaire d'un fichier ou d'un dossier (de l'anglais « change owner » <=> changer le propriétaire).
Traditionnellement, les OS Unix respectant la norme « System V » (prononcer « système cinq ») permettent au propriétaire de changer le possesseur d'un fichier, mais dans la tradition BSD et sous Linux, seul root peut changer le propriétaire d'un fichier, notamment pour éviter qu'un utilisateur échappe aux quotas disque en donnant ses fichiers à un autre utilisateur.

## Usage
Syntaxe générale de la commande chown :
```
chown [-hHLPR] [
utilisateur
][:
groupe
] 
cible1
 [
cible2
 ..]
```

- Le paramètre -h modifie uniquement les liens symboliques et pas leur cible.
- Le paramètre -R modifie tous ses sous-répertoires et ses sous-fichiers d'une manière récursive.
- Le paramètre utilisateur fait référence au nom du nouveau propriétaire des fichiers ciblés.
- Le paramètre optionnel groupe (qui peut être préfixé par un double-point, :) indique à quel groupe les fichiers ciblés doivent être associés.
  - Si le nom d'utilisateur est suivi d'un deux-points et d'un nom de groupe (ou d'un identifiant numérique de groupe), sans espaces entre ces différentes valeurs, les fichiers changent également de groupe. Si le nom d'utilisateur est suivi d'un deux-points, sans nom de groupe, les fichiers appartiendront à cet utilisateur et leur groupe deviendra le groupe initial de l'utilisateur. Si un nom de groupe précédé d'un deux-points est spécifié, mais sans préciser de nom d'utilisateur, seule l'appartenance au groupe est modifiée. Dans ce cas, chown a les mêmes effets que chgrp. Si seul un deux-points est spécifié, ou si rien n'est spécifié, ni le propriétaire ni le groupe ne seront modifiés.
- Les paramètres cible font référence aux fichiers ou répertoires pour lesquels utilisateur et/ou groupe seront associés.

## Exemples
Pour modifier le propriétaire de tout le contenu d'un dossier :
```
 chown -R utilisateur1 /home/dossier1
```

pour faire la même chose en donnant également l'appartenance du dossier et de son contenu au groupe « groupe2 » :
```
 chown -R utilisateur1:groupe2 /home/dossier1
```